# Neurociència

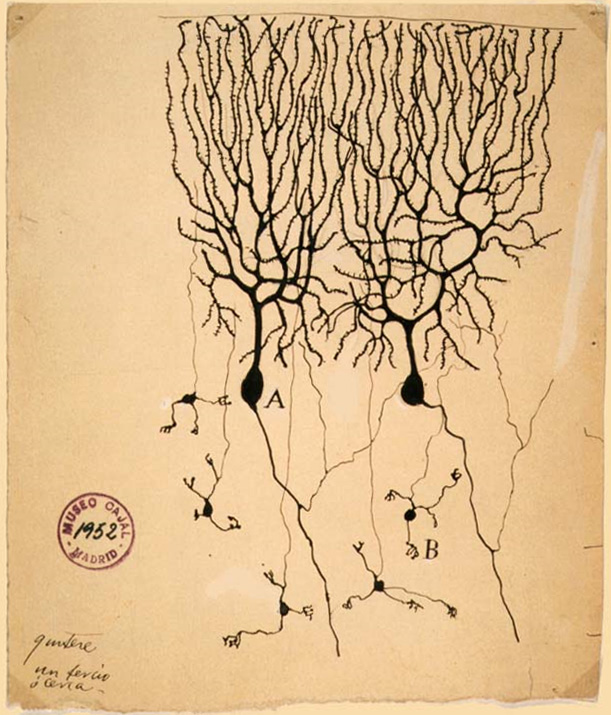
Il·lustració feta per Santiago Ramón y Cajal (1899) de neurones al cerebel d'un colom

La neurociència (o neurobiologia) és l'estudi científic del sistema nerviós. És una ciència multidisciplinària que combina fisiologia, anatomia, biologia molecular, biologia del desenvolupament, citologia, modelització matemàtica i psicologia per entendre les propietats fonamentals i emergents de les neurones i les xarxes neuronals. El neurocientífic Eric Kandel ha descrit la comprensió de les bases biològiques de l'aprenentatge, la memòria, el comportament, la percepció i la consciència com l'"últim repte" de les ciències biològiques.
L’abast de la neurociència s’ha ampliat amb el pas del temps per incloure diferents enfocaments utilitzats per estudiar el sistema nerviós a diferents escales i les tècniques utilitzades pels neurocientífics s’han expandit enormement, des d’estudis moleculars i cel·lulars de neurones individuals fins a la imatge de tasques sensorials, motores i cognitives al cervell.
L'estudi del cervell ha començat fa temps, i ha estat creixent recentment. Ara, com ha crescut a tenir neurocientífics dedicats a aquests estudis, s'ha convertit en una de les disciplines de la biologia. A més a més, el seu gran abast ha pogut interessar als psicòlegs, físics, filòsofs, i altres.

## Branques i camps d'estudi
Pel seu caràcter interdisciplinari, la neurociència es divideix en diverses branques o camps d'estudi. Alguns dels més destacats són:
- Neurociència afectiva, anàlisi de les emocions tant en humans com en altres éssers vius
- Neurociència de la conducta
- Ciències cognitives, relacionades amb l'aprenentatge i el pensament racional
- Neurociència cel·lular i molecular, on s'estudien les bases físiques de l'activitat del cervell des de la cèl·lula i nivells biològics més petits
- Computació o relacions entre el cervell humà i els artificials (ordinadors, robots...)
- Neurociència clínica, que tracta la malaltia mental i les afectacions del cervell per infeccions o accidents[8]
- Neurociència del desenvolupament, estudi de la formació del cervell des de la seva formació fins a les diferents edats i la mort
- Estudis culturals, com es relaciona la neurociència amb les aportacions de la cultura i com aquestes modifiquen el cervell
- Lingüística cognitiva